# Hellraiser – Das Tor zur Hölle
Hellraiser – Das Tor zur Hölle ist ein Horrorfilm des englischen Autors Clive Barker, der auf seiner Novelle Das Tor zur Hölle (The Hellbound Heart) beruht. Durch seine kunstvollen Bilder und Spezialeffekte hebt sich der Body-Horror-Film von vielen anderen Horrorfilmen ab und hat unter Fans Kultstatus erreicht.
In Deutschland erschien der Film am 3. März 1988, um 4 Minuten gekürzt. Die ungeschnittene Originalfassung ist in Deutschland erst 2011 erschienen und war bis dahin nur als Import, etwa aus Österreich, erhältlich.
Hellraiser gilt als Meilenstein des Horror-Kinos. Neben Nightmare on Elm Street war er einer der ungewöhnlichsten und auch erfolgreichsten Horrorfilme der 1980er Jahre. Clive Barker zeigte in der Verfilmung seiner Novelle eine düstere, beklemmende Version von menschlichen Eigenschaften wie Moral und Liebe, aber auch von Übersinnlichem und Übernatürlichem. 

## Handlung
Frank kauft in einem Café im Orient einen mit Ornamenten verzierten Würfel von einem hageren Mann. Zurück in seinem Haus in der westlichen Zivilisation untersucht er den Würfel und entdeckt einen Mechanismus: Er öffnet ihn, verdreht ihn und setzt ihn wieder zusammen. Der Würfel öffnet das Tor zu einer anderen Dimension, in der Zenobiten (im Englischen „Cenobites“) genannte Wesen mit unvorstellbaren sinnlichen Erfahrungen experimentieren. Frank wird von den Zenobiten in ihrer Dimension gefangen.
Einen ungewissen Zeitraum später zieht der Bruder von Frank, Larry, mit seiner Frau Julia in das Haus ein. Beim Einzug geschieht ein Missgeschick: Larry verletzt sich, als er mithilfe von zwei Lieferanten eine sperrige weiße Bettmatratze in den ersten Stock zu tragen versucht, am rechten Handrücken an einem aus einem Holzpfosten hervorstehenden Nagel und Blut tropft aus seiner aufgerissenen Hand auf die Holzdielen des Dachbodens. Dadurch beginnt Frank, einen neuen Körper zu materialisieren und Kontakt zu seiner Schwägerin Julia aufzunehmen. Mit dieser hatte er hinter dem Rücken seines Bruders eine Affäre. Der untote Frank zieht Julia in seinen Bann. Sein Körper besteht anfangs nur aus den Knochen und den wichtigsten Organen. Um sich wieder vollständig zu materialisieren und dadurch endgültig den Zenobiten entkommen zu können, braucht er mehr Blut.
Indem sie unterwegs fremde Herren betört und diese mit nach Hause nimmt, lockt die manipulierte Julia immer mehr männliche Gäste, die auf ein amouröses Abenteuer hoffen, auf den Dachboden, wo Julia die ahnungslosen Besucher hinterrücks mit einem Hammer erschlägt und von Frank aussaugen lässt. Durch die blutigen Opfer materialisiert sich Frank zunehmend zu einem vollständigen Menschen. Doch durch ein Missgeschick gerät der golden verzierte Zauberwürfel in die Hände von Kirsty, Larrys Tochter aus erster Ehe, die das abgründige Tor erneut öffnet. Von den abscheulichen Kreaturen bedrängt, die plötzlich im Zimmer auftauchen, bietet Kirsty in ihrer Verzweiflung den Zenobiten ihre Hilfe an, den flüchtenden Frank zu verraten, damit die Zenobiten ihn wieder in ihre Welt holen können.

## Synchronisation
Die deutsche Synchronfassung entstand bei der Hermes Synchron, Berlin. Ronald Nitschke schrieb das Dialogbuch und führte Regie. Für die Kinoauswertung wurden einige Szenen gekürzt oder komplett geschnitten. Diese Teile wurden 2017 im CSC-Studio in Hamburg nachsynchronisiert. Hierfür übernahm Dr. Gerd Naumann Buch und Regie.
| Rolle                   | Darsteller                              | Synchronsprecher                               |
| ----------------------- | --------------------------------------- | ---------------------------------------------- |
| Larry Cotton            | Andrew Robinson                         | Knut Reschke Nachsynchro: Konstantin Graudus   |
| Julia Cotton            | Clare Higgins                           | Sonja Deutsch Nachsynchro: Dagmar Dreke        |
| Kirsty Cotton           | Ashley Laurence                         | Maud Ackermann Nachsynchro: Melanie Isakowitz  |
| Frank Cotton            | Sean Chapman Oliver Smith (als Monster) | Ronald Nitschke Nachsynchro: Thomas Schmuckert |
| Lead Cenobite / Pinhead | Doug Bradley                            | Helmut Krauss                                  |

## Motive

### Zenobiten
Die Zenobiten (der Name ist vom Koinobitentum abgeleitet) sind Mitglieder des „Ordens der klaffenden Wunde“ („Order of the Gash“), sie bezeichnen sich als Theologen dieses Ordens. Nach ihrer Selbstdarstellung sind sie „Forscher in den weiteren Regionen der Erfahrung“ („Explorers in the further regions of Experience“), dementsprechend erscheinen sie einigen Menschen wie Engel, anderen Menschen jedoch wie Dämonen („Demons to some – Angels to Others“). Die als „Engineer“ bezeichnete Entität, welche sowohl in der literarischen Vorlage als auch im ersten (als „Lumpenmann“) und fünften Teil der Filmserie auftaucht, scheint im „Order of the Gash“ über Pinhead zu stehen. Die in „The Hellbound Heart“ ursprünglich vor religiös neutralem Hintergrund geschilderten Zenobiten erhielten durch die verschiedenen Verfilmungen rasch einen aus christlicher Sicht teuflischen Charakterzug.
Die Figur des Pinhead taucht in allen Hellraiserfilmen auf. Sie trat jedoch unter dem Namen „Pinhead“ erst im zweiten Teil der Serie in Erscheinung, in der literarischen Vorlage ist er nur einer der „Cenobites“. In der Verfilmung wird er im Abspann als „Lead Cenobite“ aufgeführt.
Im zweiten und vor allem im dritten Film der Serie wird auf die Geschichte des Pinhead genauer eingegangen. Ehemals war Captain Elliot Spencer, so sein früherer Name, ein in Indien stationierter britischer Offizier im Ersten Weltkrieg. Er öffnet während eines einsamen Rituals eine würfelförmige Puzzlebox. Die Lösung des Puzzles beschert dem von den Gräueln des Krieges geplagten Mann eine Erweiterung des Daseins auf eine grausame und bizarre Art. Von den für die Hellraiser-Saga typischen Ketten in das Labyrinth des Leviathan gezogen, durchlebt Spencer eine körperliche Veränderung. Horizontale und vertikale Narben zieren fortan seinen aschfahlen, kahlen Schädel. An jedem ihrer Schnittpunkte wird ihm ein Nagel eingehämmert. Seitdem ist er Pinhead, der wohl berühmteste Zenobit. Sein Konterfei ziert unzählige Poster, T-Shirts und sonstiges Merchandise.

### Die Box
Der Würfel, auch als Spieluhr, LeMarchand-Box, Medium oder Lament Configuration (in etwa „Wehklage-Konstrukt“) oder einfach als die Box bezeichnet, taucht in allen Filmen der Serie auf. Der Würfel soll von dem französischen Spielzeugmacher Philip LeMarchand im Jahr 1749 hergestellt worden sein; über seine Beweggründe dafür entstanden unterschiedliche Geschichten. Er soll außer der Lament Configuration bis zu seinem angeblichen Verschwinden im Jahr 1811 noch andere Würfel entwickelt haben. Einige dieser Würfel tauchen in den Fortsetzungen zu Hellraiser auf, andere in Comics oder in Erzählungen von Fans. Zur Idee einer Box als Tor oder Tür und aufschließbares Schloss zu einer anderen Dimension siehe auch Mechanische Geduldspiele, Vexier und unmögliche Figuren des M.C. Escher.
In Wirklichkeit wurde die chinesische Puzzle-Box von Designer Simon Sayce entworfen. Der Würfel besteht aus Holz und besitzt die Maße 3 × 3 × 3 Zoll (= 7,6 × 7,6 × 7,6 Zentimeter), denn der Kombination mit der Zahl 3 sollen magische Kräfte innewohnen. Für die goldenen Ornamente auf dem Würfel ließ sich Designer Simon Sayce von mittelalterlichen Schriften aus Nordafrika und China sowie der altenglischen Mythologie inspirieren. In den gold-schwarzen Verzierungen des Würfels sind subtil gezeichnete Symbole eingearbeitet, die man erst bei genauem Hinschauen erkennt, zum Beispiel das stilisierte Gesicht einer Frau, ein kriechender Mann und einige Säbel. Außerdem ließ sich Künstler Sayce von der Sammlung des Pitt Rivers Museum, das alte Folterinstrumente und chirurgische Bestecke ausstellt, gestalterisch anregen.

## Kritiken

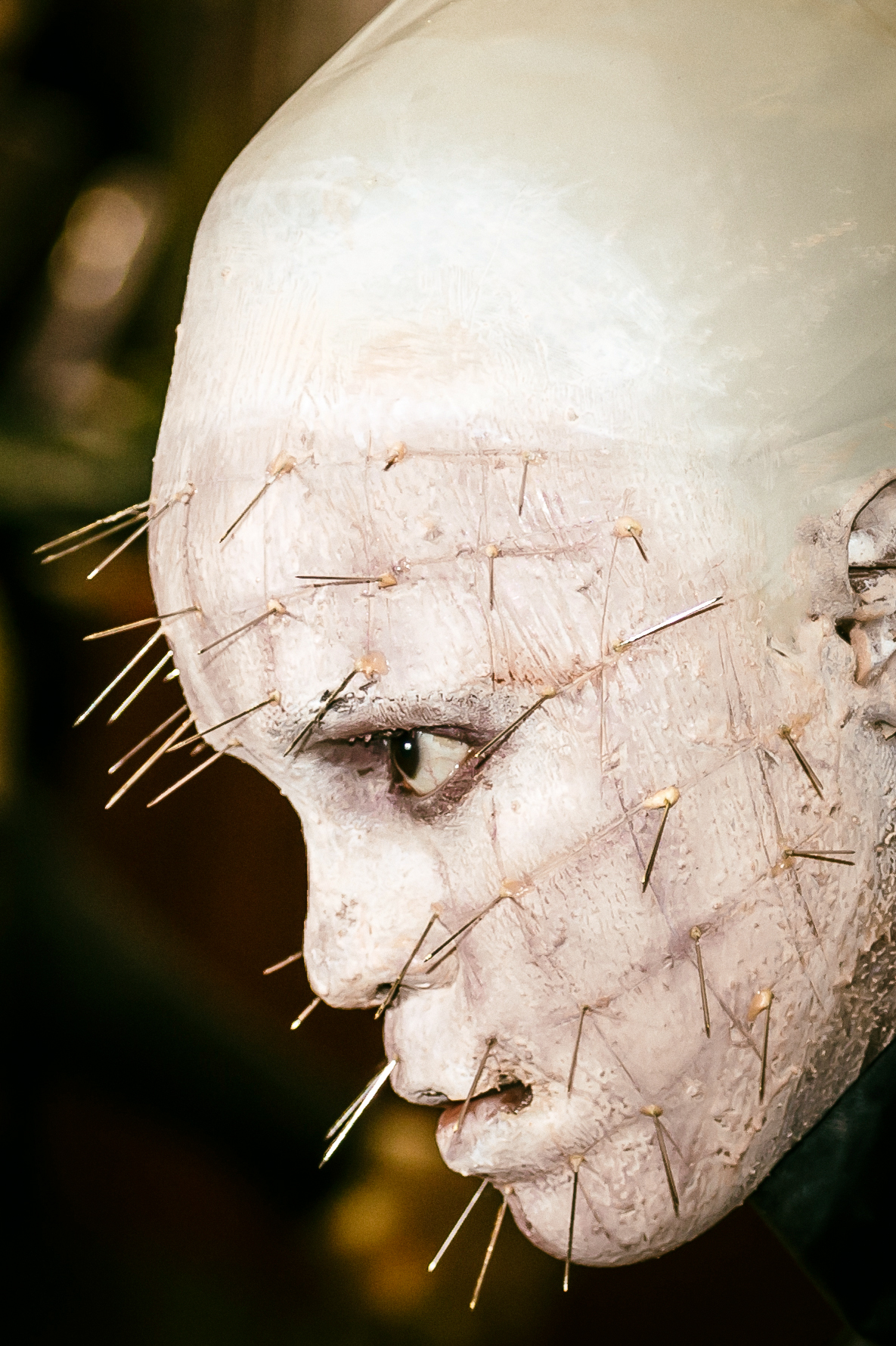
Fan mit Hellraiser-Makeup auf der Comicon Virginia

Auf Rotten Tomatoes erhielt der Film eine positive Wertung von 68 %, wobei 40 Rezensionen gezählt wurden; Metacritic ermittelte einen Metascore von 57 von 100 basierend auf 16 Kritiken. In der Internet Movie Database wurde er durchschnittlich mit 7,0 von 10 Punkten bewertet.
Kim Newman schrieb im Monthly Film Bulletin, dass die auffälligste Eigenschaft von Hellraiser seine „Ernsthaftigkeit“ sei – besonders in einer Zeit, wo Horrorfilme wie Nightmare – Mörderische Träume oder Tanz der Teufel zur Komik tendierten. Zwar leide der Film unter einigen Zugeständnissen, dennoch stelle er eine Rückkehr zum „innovativen“ Horrorkino dar. Peter Bradshaw beschrieb den Film im Guardian rückblickend als „äußerst bizarr und vollkommen irre“, aber „effektiv“, Bob Mccabe in der Empire als einen der „verstörendsten“ Horrorfilme der letzten 20 Jahre.
Richard Harrington nannte Hellraiser in der Washington Post einen „düsteren, oft beunruhigenden und gelegentlich furchteinflößenden Film“, meinte aber, dass Barker die Umsetzung seiner Vorlage auf einen Film nicht ganz geschafft habe. Die New York Times befand die Schauspieler als „uninteressant“, wobei die Spezialeffekte „nicht schlecht“ seien. In der Variety wurde der Film als „gut gemacht“ und „gut gespielt“ bezeichnet, auch die visuellen Effekte seien „mit Geschick“ ausgeführt worden. Roger Ebert bewertete Hellraiser in der Chicago Sun-Times hingegen negativ und schrieb: „Dieser Film hat keinen Witz, keinen Stil und keinen Sinn, und der wahre Horror hieran ist, dass die Schauspieler diesen kreativen Totalbankrott spielen und die Techniker ihn umsetzen müssen.“
Das Lexikon des internationalen Films urteilte: „Naiv konstruierter Horrorfilm, der sich ganz auf die Scheußlichkeit seiner Spezialeffekte verläßt und weder von Inszenierung noch Darstellung her Interesse verdient. Die Aneinanderreihung vorhersehbarer Schockeffekte ist trotz gelegentlich aufschimmernder Ironie auf die Dauer langweilend.“ Thomas Vesely bezeichnete den Film auf allesfilm.com als „wahre[n] Klassiker des Genres“ wie auch „eine Meisterleistung an Horror“. Gelobt wurden die „ausgezeichnete[n]“ Darstellungen, die Regie und das „fabelhafte“ Drehbuch. Björn Helbig vergab auf Filmstarts 4,5 von 5 Sternen und meinte: „Barker hat mittlerweile in seinen zahlreichen Romanen gezeigt, dass es ihm um wesentlich mehr geht, als einfach zu schocken – obwohl es „Hellraiser“ an drastischen Szenen keinesfalls mangelt. […] Doch eigentlich erzählt Barker in seinem dunklen Drama die Geschichte eines klassischen Märchens, in dem die böse Stiefmutter ihr Eigeninteresse über das der Familie stellt. „Hellraiser“ handelt von menschlichen Eigenschaften, von Liebe und Leid, Gier, Lust, Sehnsucht und der Suche nach Erfüllung.“

## Fortsetzungen und Neuauflage
Zu dem Film sind bislang neun Fortsetzungen und eine Neuauflage erschienen, teilweise direkt als Videoproduktionen ohne Kinoauswertung:
- Hellbound – Hellraiser II (1988)
- Hellraiser III: Hell on Earth (1992)
- Hellraiser IV – Bloodline (1996)
- Hellraiser V – Inferno (2000)
- Hellraiser: Hellseeker (2002)
- Hellraiser: Deader (2005)
- Hellraiser: Hellworld (2005)
- Hellraiser: Revelations – Die Offenbarung (2011)
- Hellraiser: Judgment (2018)
- Hellraiser – Das Schloss zur Hölle (2022, Neuauflage)

Wie bei Filmserien häufig der Fall, schwanken Qualität und Anspruch der einzelnen Teile sehr stark. Bei vielen Fans gilt die erste Fortsetzung als Höhepunkt, da ein wesentlicher Teil der Handlung in der Dimension der Zenobiten spielt. Jedoch sehen es auch viele Fans als größten Schwachpunkt des zweiten Teils an, dass die Zenobiten entmystifiziert werden.
Da Bloodline kommerziell floppte, entschloss man sich, die Hellraiser-Filme nicht mehr für das Kino zu produzieren, stattdessen werden die Filme direkt über Video und DVD vermarktet. Diese Fortsetzungen sind bei Fans und Kritikern recht umstritten, da die Zenobiten nur als Nebenfiguren auftreten und die Filme zum Teil eher im Mystery-Genre einzuordnen sind, als bei Horror oder Splatter.
Unter Kritikern und unter vielen Fans gilt Inferno als gelungenere Form dieser Filme, man kann ihn ohne Probleme als spannenden Mystery-Horror bezeichnen. In Hellseeker taucht noch einmal Kirsty Cotton aus den ersten drei Teilen auf, der Film verzichtet jedoch weitgehend auf das Hellraiser-typische Spiel mit dem Tabubruch. Deader, der siebte Teil der Serie, knüpft wieder an einige der typischeren Motive der Serie an, reizt diese jedoch kaum aus. Der achte Teil der Filmserie, Hellworld, sollte ursprünglich kein Hellraiser-Film werden; das zu dünne Drehbuch wurde jedoch um einige Motive angereichert, um den Film fast schon nachträglich zum Teil der Serie zu machen.
Im 2011 erschienenen Hellraiser: Revelations wurde Pinhead erstmals nicht von Doug Bradley dargestellt.
2022 wurde die Neuauflage Hellraiser – Das Schloss zur Hölle veröffentlicht. An der Entwicklung des Drehbuchs war auch David S. Goyer beteiligt, die Regie übernahm David Bruckner. Die Rolle von Pinhead übernahm Jamie Clayton.
Neben den Filmen wurde die Geschichte um die Zenobiten und die Spieluhren in Comics und auch durch Fans im Internet fortgeführt. Dabei wurde der in The Hellbound Heart zurückhaltend geschilderte Hintergrund um viele Details erweitert.
Sonar Entertainment arbeitet an einer Fernseh-Serienumsetzung des Franchises. Robert Halmi Sr. erwarb die Produktionsrechte 2012 auf dem MipTV Market in Cannes, Frankreich.

## Hintergrund
- Nach einem Deutungsangebot der Schauspieler und der Filmcrew stellt die verbotene Liebe zwischen der verheirateten Ehefrau Julia Cotton und dem aus der Hölle als blutiges hautloses Monster wiederauferstandenen Frank die zentrale Geschichte im Horrorfilm Hellraiser dar, eine kranke Liebe mit perversen Facetten.[19] Darauf deutet auch der Titel der dem Film zugrunde liegenden Novelle The Hellbound Heart hin, was auf Deutsch ungefähr Das mit der Hölle verbundene Herz bedeutet.
- Gedreht wurde Hellraiser im Filmstudio The Production Village in Cricklewood in London. Die Dreharbeiten begannen im September 1986.[20]
- Der Soundtrack zum ersten Teil der Serie wurde von der britischen Industrial-Band Coil eingespielt, von der Produktionsfirma des Films jedoch abgelehnt.
- Vor der Veröffentlichung des ersten Hellraiser-Films gab es lange Diskussionen über den Titel. Clive Barker schlug den Titel Sadomasochists from beyond the Grave (dt. Sadomasochisten von jenseits des Grabes) vor, eine Mitarbeiterin schlug sogar vor, den Film What a Woman Will Do for a Good Fuck (dt. Was eine Frau für einen guten Fick tun wird) zu nennen.
- Ein erster von Maskenbildner John Cormican, einem Experten für prothetisches Make-up, gezeichneter Entwurf sah vor, die Figur des Zenobiten-Anführers Pinhead ein Ethno- und Tribal-haftes Aussehen zu geben, mit Einflüssen der afrikanischen Volkskultur und Piercings in Nase und Ohren. Piercings waren damals exotischer Gesichtsschmuck und noch nicht in der breiten westlichen Gesellschaft etabliert. Beim Entstehungsprozess setzte sich dann das Pinhead-Design mit den rasterförmigen Narben in der kahlen Kopfhaut und den symmetrisch im Schädel steckenden Nägeln durch. In diesem Zusammenhang sollte der Lead Cenobite feine Nadeln in seinem Kopf haben, weshalb er auch den Namen Pinhead bekam, auf Deutsch übersetzt Nadelkopf. Als diese Nadeln bei einigen Testfotografien nicht zur Geltung kamen, tauschte das Team die dünnen Nadeln gegen stärkere Nägel aus, selbst gebaut aus Messing. Dennoch behielt die Figur ihren Namen Pinhead und wurde nicht etwa in Nailhead umgetauft. Der weibliche Zenobit dagegen sollte einen langen dünnen Metallstab mit Eisenfedern quer durch beide Wangen stecken haben. Stattdessen erhielt diese Kreatur eine blutige offene Wunde im Kehlkopfbereich des Halses, in der Form einer Vulva mit quer sitzendem Stachel darin.[21]
- Ursprünglich sollte die Figur des Zenobiten Chatterer, der ständig mit den Zähnen klappert, von Schauspieler Nicholas Vince in gebückter Haltung gespielt werden, ähnlich der nach vorne gebeugten Körperhaltung eines Affen, denn manche Affengattungen wie der Schimpanse klappern ebenfalls mit den Zähnen. Diese Idee wurde verworfen.[22]
- Zur Inspiration für die Szenen-Gestaltung mit dem blutenden hautlosen Monster Frank besuchten Schöpfer Clive Barker und Maskenbildner Bob Keen eine Autopsie einer medizinischen Schule in London, um dort mit Studenten einem Arzt beim Häuten einer echten Leiche zuzuschauen. Während dieser Leichenöffnung musste sich Bob Keen übergeben.[23]
- Die letzten Worte von Schauspieler Andrew Robinson in der Rolle als Frank Cotton (auf Deutsch: „Jesus weinte um Lazarus“) wurden von ihm improvisiert und in den Film übernommen. Es handelt sich um ein Bibelzitat aus Johannes 11:35 – „And Jesus wept.“ (Nach der Lutherübersetzung: „Und Jesus gingen die Augen über.“)[24] Diese Szene ist in den zensierten Versionen des Filmes herausgeschnitten worden. Mittlerweile ist jedoch der ungeschnittene Film auch in Deutschland erhältlich, etwa in der Blu-ray-Box Clive Barker's Hellraiser Trilogy von Turbine Medien GmbH.
- In der literarischen Vorlage wird der Würfel als schwarz und glatt beschrieben, nicht wie im Film mit goldenen Ornamenten verziert.
- Der Film war bis April 2013 indiziert, dann erfolgte eine Listenstreichung.[25] Eine Neuprüfung der FSK im Februar 2017 ergab eine Freigabe ab 16 Jahren für die ungeschnittene Fassung.[26]
- Die ungleichen Brüder Larry und Frank Cotton stellen nach Interpretation von Schauspieler Andrew Robinson das Gute und das Böse dar, das Helle und das Dunkle, in gegenseitiger Ergänzung.[27][28]
- In der Rolle des biederen Ehemanns Larry Cotton ist Schauspieler Andrew Robinson zu sehen, der 1971 in dem Thriller Dirty Harry den skrupellosen Serienmörder Scorpio verkörperte.
- Für die Rolle des verschlagenen und hinterhältigen Frank Cotton war ursprünglich der amerikanische Schauspieler Lance Henriksen vorgesehen, der zu diesem Zeitpunkt durch sein Mitwirken in Filmen wie Unheimliche Begegnung der dritten Art, Terminator und Aliens – Die Rückkehr bereits einen gewissen Bekanntheitsgrad erlangt hatte. Dieser lehnte jedoch ab, da er befürchtete, dass er sich im Falle einer Besetzung gleichzeitig für eine Reihe von Fortsetzungen verpflichten würde, was ihm nicht förderlich erschien. Tatsächlich spielte Henriksen 2005 in der Fortsetzung Hellraiser: Hellworld eine andere tragende Rolle.[29]
- Zu Beginn der finanziellen Planung von Hellraiser willigte das Unternehmen Virgin Films 1986 ein, einen Teil des Budgets für die Verfilmung der Kurzgeschichte The Hellbound Heart zu stellen, da Mitte der 1980er Jahre das Genre Horrorfilm sehr populär war, etwa durch die Filmreihe A Nightmare on Elm Street. Bei Virgin Films handelte es sich um eine Firma des britischen Unternehmers Richard Branson. Später sprang Virgin Films jedoch als möglicher Sponsor wieder ab.[30]
- In Bezug auf seine Rolle als Kultfigur Pinhead, die seine Karriere im Schauspielfach beflügelte, zitiert Schauspieler Doug Bradley gerne Boris Karloff, dessen stagnierende Laufbahn als Darsteller durch die Verkörperung des Monsters von Dr. Frankenstein ebenfalls wiederbelebt wurde.[31]
- In der Szene, in der „Frank das Monster“ durch das Blut seines Bruders Larry Cotton, das auf die Holzdielen des Dachbodens tropfte, als schleimiges Skelett wiedergeboren wird, erklingt eine von Filmkomponist Christopher Young komponierte orchestrale Walzer-Melodie. Für die Szene, in der das Mädchen Kirsty Cotton bäuchlings auf einem Krankenhausbett liegt und an der chinesischen Puzzle-Box herumspielt, ersann sich Young einen bizarren Kanon aus drei Melodien mit hellen spieluhrähnlichen Glocken in Stereo, die sich überkreuzen und dadurch eine Kakophonie erzeugen.[32] Beim Komponieren dieses Stücks orientierte sich Young an dem Klang einer Celesta. In der direkt anschließenden Einstellung rennt Kirsty Cotton, gekleidet in ein weißes Nachthemd, in einem düsteren Korridor vor einem riesigen skorpionartigen Monster mit Piranha-Fratze davon. Das Monster, das sich an den Wänden entlanghangelt, heißt The Engineer. An dieser Verfolgungsszene drehte das Filmteam drei Wochen lang, 15 Stunden am Tag.[33]
- Gelegentlich zu sehende szenische Motive, die allein für sich stehen, intensivieren die Atmosphäre im Film. Zum Beispiel sieht man ein Fernsehgerät mit flimmerndem Bildschirm, auf dem sich eine Blume öffnet und zu blühen beginnt. Oder einen medizinischen Infusionsbeutel, der an einem Ständer hängt, in dessen klarer Flüssigkeit sich plötzlich rotes Blut ausbreitet und der dann platzt.
- Im Vergleich zu anderen Horrorfiguren, die zeitgleich in den 1980er Jahren populär waren, wie zum Beispiel Freddy Krueger aus A Nightmare on Elm Street, Michael Myers aus Halloween oder Jason Voorhees aus Freitag der 13., erkennt Schriftsteller und Regisseur Clive Barker den Unterschied, dass die von ihm erdachte Gestalt Pinhead ein „Mann von Welt“ sei. Dabei bezieht sich Barker auf das menschliche Vorleben von Pinhead, der vor seiner Auferstehung als Zenobiten-Anführer ein britischer General war, der während des Ersten Weltkriegs und nach dessen Ende rund um den Erdball reiste. Das Aussehen der Zenobiten vergleicht Barker mit dem Look der Modern Primitives.[34]
- Durch seine beiden experimentellen und handlungsarmen Kurzfilme Salomé von 1973 und The Forbidden von 1978, die assoziativ einzelne bewegte Motive aneinanderreihen, beschäftigte sich Clive Barker in seinem Frühwerk mit der Beschaffenheit von Gegenständen, die später in seinen Hellraiser-Horrorfilmen wiederverwendet wurden. Beide Kurzfilme sind schwarz-weiß, der Film The Forbidden besitzt zusätzlich einen düsteren Negativ-Look, was seine gespenstische Atmosphäre noch verstärkt. Auf diese Weise spielen die Filme mit dem Chiaroscuro-Effekt. In beiden Werken wirkt Schauspieler Doug Bradley mit. In dem Kurzfilm The Forbidden ist ein quadratisches Holzbrett mit symmetrisch angeordneten Nägeln zu sehen, die mittels einer leuchtenden Lampe einen Schatten werfen. Mit einem feinen Pinsel malt eine Hand rätselhafte Schriftzeichen auf eine Leinwand. Zwischendurch werden anatomische Zeichnungen des belgischen Chirurgen Andreas Vesalius eingeblendet. Eine Schnecke kriecht vorbei. Ferner sieht man einen nackten Mann mit erigiertem Penis, der wild tanzt und sich wie ein Derwisch im Kreis dreht. Am Ende von The Forbidden liegt ein weiterer nackter Mann, gespielt von Drehbuchautor Peter Atkins, auf dem Boden, dem drei Personen die Haut abziehen. Dabei handelt es sich nicht um eine echte Häutung, obwohl diese Szenen realistisch aussehen, sondern um zuvor dick auf dem Körper von Atkins aufgetragene und getrocknete Schichten von Farbe. Mit der künstlichen Häutung des Mannes bietet der Kurzfilm nach Aussage von Regisseur Clive Barker eine Metapher für den vieldeutigen Begriff Enthüllung an.[35]
- Im realen Leben gibt es die Bewegung Body-Suspension, bei der sich Menschen freiwillig an Seilen mit Haken, die durch das Fleisch gestochen werden, aufhängen lassen. Häufig reizen der Nervenkitzel und Adrenalinausstoß die Teilnehmer bei solchen Sessions, wie bei Extremsportarten. Oft wollen sich die Teilnehmer zudem als Belastbarkeitserprobung der Herausforderung stellen, um auf diese Weise eine ganz neue Körpererfahrung zu machen.